# 卡布罗龙
卡布罗龙（Cadborosaurus willsi），昵称卡迪（Caddy），是一种生存于加拿大不列颠哥伦比亚省卡布罗湾(Cadboro Bay)的神秘生物。它通常被描述5~15米长、类似蛇的身体以及马的头部。

## 目击
- 1932年8月，维多利亚省立图书馆官员F·W·凯普（FW Kemp）目击到卡布罗龙。[來源請求]
- 1933年10月，在薩斯喀徹溫省最高皇家法院担任法官超过三十年的詹姆斯·托馬斯·布朗称目击到卡布罗龙，双方距离不足150码（约137米）[2]
- 1936年10月6日，菲尔康营地（Camp Fircom）发现一具不明生物尸体。[3]
- 1937年，加拿大格雷厄姆島納登港捕鲸站一条抹香鲸的胃中发现一具20英尺（6米），头部像马、口鼻部向下弯曲、身体细长、身体靠前有一对鳍、尾部是平行鲸状尾鳍的不明生物尸体。该尸体样本被送至维多利亚省博物馆化验，馆长弗朗西斯凯默德（Francis Kermode）的结论是：它是夭折的鲸鱼宝宝。[4]但在捕鲸站工作的目击者詹姆斯瓦克隆  （James Wakelun）则表示这绝不是鲸鱼。[5]
- 1943年，欧内斯特·李（Ernest Lee）目击到卡布罗龙，并用摩托艇对其撞击，在第二次撞击后，卡布罗龙停止游动并沉入湖底。在得知卡布罗龙可能遭到杀害后，愤怒的民众纷纷进行抗议，但在約两个星期后，再度出现卡布罗龙目击。[6]
- 2009年，一名目击者在阿拉斯加附近目击并拍摄了一段不明生物影像，有些人认为这是卡布罗龙。[7][8]